# Juan Manuel Sánchez Miño
Juan Manuel Sánchez Miño (Buenos Aires, Argentina, 1 de enero de 1990) es un exfutbolista argentino que jugaba como volante o lateral izquierdo. 

## Trayectoria

### Categorías inferiores
A los 5 años comenzó jugando al fútbol en el Club Juventud de Saavedra donde compartió equipo con Rubén Botta y fue dirigido por Daniel Severiano Pavón. En 2001, Ramón Maddoni lo recomendó para alistarlo en las divisiones inferiores de Boca Juniors. Originariamente, empezó jugando como volante o defensor lateral izquierdo, pero, al no encontrar continuidad, empezó a desempeñarse como defensor central, volante defensivo y como volante de enlace (enganche), demostrando su rápida adaptación al juego.

### Boca Juniors

#### 2010-11
En noviembre tuvo la posibilidad de concentrar por primera vez con el primer equipo de la institución argentina, para el encuentro con Newell's Old Boys. Debutó en primera contra Quilmes el 5 de diciembre de 2010, cuando Boca Juniors tenía como DT a Roberto Pompei, ingresando en la segunda etapa por Matías Giménez. Su debut siendo titular se produjo el 13 de diciembre, en el empate contra Gimnnasia y Esgrima La Plata.
En el año 2011, con la llegada de Walter Erviti al club, tuvo pocas oportunidades de jugar. Es por eso que estuvo a punto de pasar a préstamo a Unión en agosto, aunque a pedido del entrenador Julio César Falcioni siguió jugando para el club Xeneize.

#### 2011-12
En el segundo semestre del año consiguió disputar algunos partidos en el Torneo Apertura, en el cual su equipo se coronó campeón. Así obtuvo su primer título como futbolista profesional.
El año 2012 fue en el que tuvo más rodaje en el equipo, ya que Boca Juniors tenía que disputar 3 competencias a la vez (Torneo Clausura, Copa Libertadores y Copa Argentina). Por el campeonato local, el 4 de marzo marcó su primer gol oficial, en el partido en que su equipo derrotó por 2-0 a San Lorenzo de Almagro. El 29 de marzo marcó su segundo gol, el primero en torneos internacionales, en el cuarto partido de la fase de grupos de la Copa Libertadores, en la victoria de su equipo por 2-0 contra Arsenal de Sarandí. El 11 de abril volvió a marcar un tanto en la victoria de su equipo frente a Fluminense F. C. de Brasil por el quinto partido de la fase de grupos de la Copa Libertadores. En la semifinal de ida de la Copa Libertadores, el 14 de junio, volvió a marcar un tanto, en la victoria frente a Universidad de Chile por 2-0.

#### 2012-13
El 22 de agosto, disputando la Copa Sudamericana, el juvenil marcó frente a Independiente con la excepcional ejecución de un tiro libre, exhibiendo su gran calidad de remate. Cabe destacar que en ese partido fue ovacionado por el público xeneize. Fue este gol una de las más influyentes razones por la que el entrenador de la Selección Argentina, Alejandro Sabella, lo tendría en cuenta para una futura convocatoria al seleccionado mayor.
A finales de 2012 sufrió una luxación en el hombro izquierdo, la cual no le permitiría jugar hasta mayo del año 2013, pero aun así, su lesión no frenaría las ofertas del fútbol inglés y ucraniano. Pese a esta complicación terminaría siendo uno de los mejores jugadores de Boca Juniors del año 2012.
El 10 de marzo de 2013 regresó tras la dura lesión al primer equipo de Boca en un encuentro contra Atlético de Rafaela, ingresando en el segundo tiempo. El equipo perdía 1-0, el ingreso de Sánchez Miño logró cambiarle la cara al equipo y el encuentro finalmente terminó empatado 1-1. El 21 de marzo jugó su primer partido como titular después de su lesión por la Copa Argentina ante Excursionistas, teniendo un buen rendimiento durante el mismo. El 31 de marzo asistió a Santiago Silva en el empate contra Independiente 1-1, en el que después de realizar una buena jugada, la pica para habilitar al uruguayo que marcaría el gol. El 2 de junio, Sánchez Miño tuvo una destacada actuación contra Vélez Sarsfield. En ese mismo partido tuvo un particular duelo con el defensor de Vélez, Fabián Cubero, de quien recibiría un codazo sin pelota que no advertiría el árbitro. Minutos más tarde, Sánchez Miño golpeó de una forma similar a un jugador de Vélez, por lo que fue expulsado a los 38 minutos del segundo tiempo.
El 7 de agosto de 2013 Boca Juniors debutó en el Torneo Inicial 2013 con una victoria 2-1 ante Belgrano. Inició en el 11 titular y dio una asistencia mediante un tiro de esquina para el gol de cabeza del Cata Diaz. Se hizo una fija en el conjunto dirigido por Carlos Bianchi, afirmándose como interior izquierdo, en el mediocampo donde jugaban también Juan Román Riquelme y Fernando Gago.

### Torino
El 24 de junio de 2014 se hizo oficial su traspaso al Torino F. C. por 4,5 millones de Euros.

#### Estudiantes de la Plata
El 10 de febrero de 2015 se hizo oficial su cesión a Estudiantes de la Plata, club donde jugaría el resto del año.

#### Cruzeiro
El 5 de enero de 2016 firmó su cesión al Cruzeiro Esporte Clube hasta fin de año. Sin embargo, el club decide no continuar con los servicios del jugador el 8 de junio del mismo año.

### Club Atlético Independiente
Tras rescindir su contrato con Cruzeiro Esporte Clube, volvió al Torino Football Club de Italia, pero al no ser tenido en cuenta, arregló su salida de dicha institución para llegar al Club Atlético Independiente a cambio de 2 000 000 US$.
Al conjunto de Avellaneda llegó gracias al director técnico de ese momento, el ídolo del club Gabriel Milito. Pese a que era muy tenido en cuenta por el entrenador, el lateral no tuvo buenos partidos y rápidamente, también gracias a su pasado en Boca, la hinchada empezó a silbarlo cuando la voz del estadio anunciaba su nombre en la formación previo a los partidos.
Para el año 2017, el nuevo entrenador Ariel Holan encontró la posición preferida de Miño y de a poco fue ganando ritmo y nivel, lo que hizo que los hinchas revirtieran los silbidos y abucheos por aplausos y arengas hacia él. Conformó una de las defensas más sólidas del fútbol argentino en una zaga que lo posicionaba como lateral por izquierda, Nicolás Tagliafico y Alan Franco como centrales y Fabricio Bustos por la derecha. Finalmente logró convertir su primer gol ante Defensa y Justicia como visitante y desde ese momento nunca más fue resistido.
Durante el transcurso del año la banca de la hinchada hacia el jugador se hizo más fuerte cuando se viralizaron por las redes los festejos del plantel tras dejar eliminado a Atlético Tucumán en la Copa Sudamericana, competición que terminaría ganando Independiente ante Flamengo en el mítico Maracaná. El lateral se mostraba efusivo, a los gritos y con alegría que lo desbordaba por el pase de ronda.
Para 2018, año del Mundial que se llevaría a cabo en Rusia, se preparó sabiendo que Jorge Sampaoli, entrenador del seleccionado nacional, destacó hace unos meses la labor del jugador de Independiente como una de las más importantes en el fútbol local. Además, será pieza fundamental de la defensa del equipo debido a la baja de Nicolás Tagliafico, quien partió rumbo al Ajax de Países Bajos.
El miércoles 8 de agosto se consagró campeón de la Copa Suruga Bank sumando su segundo título internacional en su carrera.

### Elche C. F.
El 15 de septiembre de 2020 firmó por el Elche Club de Fútbol de la Primera División de España. Abandonó el club el 1 de febrero de 2021, tras no saber adaptarse al fútbol europeo y firmando partidos bastante negativos, regresando unos días después a Estudiantes de La Plata.

### Estudiantes de La Plata
Tras rescindir su contrato con Elche C. F., el 17 de febrero de 2021 firmó un vínculo por un año con Estudiantes de La Plata.

## Selección nacional
En 2007 fue convocado a la selección de fútbol de Argentina sub-17. Con el seleccionado disputó el Sudamericano Sub-17, obteniendo el tercer puesto y la clasificación para la Mundial sub-17.
Por su desempeño durante la primera mitad de 2012, el técnico de la selección argentina, Alejandro Sabella, comenzó a seguirlo a lo largo de los partidos que él jugaba con su club. Finalmente fue citado para jugar dos partidos frente a Brasil del Superclásico de las Américas.

## Estadísticas

### Clubes
- Actualizado hasta el 30 de septiembre de 2023.

| Club                              | Div.          | Temporada     | Liga  | Liga  | Liga   | Estatal(1) | Estatal(1) | Estatal(1) | Copas nacionales(2) | Copas nacionales(2) | Copas nacionales(2) | Torneos internacionales(3) | Torneos internacionales(3) | Torneos internacionales(3) | Total(4) | Total(4) | Total(4) |
| Club                              | Div.          | Temporada     | Part. | Goles | Asist. | Part.      | Goles      | Asist.     | Part.               | Goles               | Asist.              | Part.                      | Goles                      | Asist.                     | Part.    | Goles    | Asist.   |
| --------------------------------- | ------------- | ------------- | ----- | ----- | ------ | ---------- | ---------- | ---------- | ------------------- | ------------------- | ------------------- | -------------------------- | -------------------------- | -------------------------- | -------- | -------- | -------- |
| Boca Juniors Argentina            | 1.ª           | 2010-11       | 4     | 0     | 0      | —          | —          | —          | —                   | —                   | —                   | —                          | —                          | —                          | 4        | 0        | 0        |
| Boca Juniors Argentina            | 1.ª           | 2011-12       | 21    | 1     | 1      | —          | —          | —          | 5                   | 0                   | 0                   | 8                          | 3                          | 0                          | 34       | 4        | 1        |
| Boca Juniors Argentina            | 1.ª           | 2012-13       | 23    | 1     | 4      | —          | —          | —          | 2                   | 0                   | 0                   | 6                          | 1                          | 0                          | 31       | 2        | 4        |
| Boca Juniors Argentina            | 1.ª           | 2013-14       | 31    | 4     | 8      | —          | —          | —          | —                   | —                   | —                   | —                          | —                          | —                          | 31       | 4        | 8        |
| Boca Juniors Argentina            | Total club    | Total club    | 79    | 6     | 13     | —          | —          | —          | 7                   | 0                   | 0                   | 14                         | 4                          | 0                          | 100      | 10       | 13       |
| Torino F. C. · Italia             | 1.ª           | 2014          | 11    | 0     | 1      | —          | —          | —          | —                   | —                   | —                   | 3                          | 0                          | 0                          | 14       | 0        | 1        |
| Torino F. C. · Italia             | Total club    | Total club    | 11    | 0     | 1      | —          | —          | —          | —                   | —                   | —                   | 3                          | 0                          | 0                          | 14       | 0        | 1        |
| Estudiantes de La Plata Argentina | 1.ª           | 2015          | 26    | 3     | 2      | —          | —          | —          | 3                   | 0                   | 1                   | 8                          | 0                          | 1                          | 37       | 3        | 4        |
| Estudiantes de La Plata Argentina | 1.ª           | 2021          | 20    | 0     | 1      | —          | —          | —          | 12                  | 1                   | 0                   | —                          | —                          | —                          | 32       | 1        | 1        |
| Estudiantes de La Plata Argentina | Total club    | Total club    | 46    | 3     | 3      | —          | —          | —          | 15                  | 1                   | 1                   | 8                          | 0                          | 1                          | 69       | 4        | 5        |
| Cruzeiro · Brasil                 | 1.ª           | 2016          | 4     | 0     | 2      | 11         | 1          | 0          | 2                   | 0                   | 0                   | —                          | —                          | —                          | 17       | 1        | 2        |
| Cruzeiro · Brasil                 | Total club    | Total club    | 4     | 0     | 2      | 11         | 1          | 0          | 2                   | 0                   | 0                   | —                          | —                          | —                          | 17       | 1        | 2        |
| Independiente Argentina           | 1.ª           | 2016-17       | 23    | 1     | 2      | —          | —          | —          | 1                   | 0                   | 0                   | 3                          | 0                          | 0                          | 27       | 1        | 2        |
| Independiente Argentina           | 1.ª           | 2017-18       | 24    | 0     | 3      | —          | —          | —          | 2                   | 0                   | 0                   | 11                         | 0                          | 1                          | 37       | 0        | 4        |
| Independiente Argentina           | 1.ª           | 2018-19       | 17    | 0     | 0      | —          | —          | —          | 5                   | 0                   | 0                   | 5                          | 1                          | 0                          | 27       | 1        | 0        |
| Independiente Argentina           | 1.ª           | 2019-20       | 22    | 1     | 2      | —          | —          | —          | 4                   | 0                   | 1                   | 5                          | 0                          | 0                          | 31       | 1        | 3        |
| Independiente Argentina           | Total club    | Total club    | 86    | 2     | 7      | —          | —          | —          | 12                  | 0                   | 1                   | 24                         | 1                          | 1                          | 122      | 3        | 9        |
| Elche C. F. · España              | 1.ª           | 2020-21       | 9     | 0     | 0      | —          | —          | —          | 2                   | 0                   | 0                   | —                          | —                          | —                          | 11       | 0        | 0        |
| Elche C. F. · España              | Total club    | Total club    | 9     | 0     | 0      | —          | —          | —          | 2                   | 0                   | 0                   | —                          | —                          | —                          | 11       | 0        | 0        |
| Colón Argentina                   | 1.ª           | 2022          | 16    | 0     | 2      | —          | —          | —          | 3                   | 0                   | 0                   | 1                          | 0                          | 0                          | 20       | 0        | 2        |
| Colón Argentina                   | Total club    | Total club    | 16    | 0     | 2      | —          | —          | —          | 3                   | 0                   | 0                   | 1                          | 0                          | 0                          | 20       | 0        | 2        |
| Lanús Argentina                   | 1.ª           | 2023          | 16    | 0     | 1      | —          | —          | —          | 9                   | 0                   | 0                   | —                          | —                          | —                          | 25       | 0        | 1        |
| Lanús Argentina                   | Total club    | Total club    | 16    | 0     | 1      | —          | —          | —          | 9                   | 0                   | 0                   | 0                          | 0                          | 0                          | 25       | 0        | 1        |
| Total carrera                     | Total carrera | Total carrera | 267   | 11    | 29     | 11         | 1          | 0          | 49                  | 1                   | 2                   | 50                         | 5                          | 2                          | 377      | 18       | 33       |

## Palmarés

### Campeonatos nacionales
| Título           | Equipo       | País      | Año     |
| ---------------- | ------------ | --------- | ------- |
| Primera División | Boca Juniors | Argentina | A-2011  |
| Copa Argentina   | Boca Juniors | Argentina | 2011/12 |

### Campeonatos internacionales
| Título                     | Equipo        | Sede           | Año  |
| -------------------------- | ------------- | -------------- | ---- |
| Copa Sudamericana          | Independiente | Río de Janeiro | 2017 |
| Copa J.League-Sudamericana | Independiente | Osaka          | 2018 |